# VIII Comando Administrativo Aéreo
El VIII Comando Aéreo Administrativo (VIII. Luftgau-Kommando) fue una unidad militar de la Luftwaffe de la Alemania nazi.

## Historia
Fue formado el 4 de febrero de 1938 en Breslau desde el VI Comando Administrativo Aéreo. Unidades del 12 de abril de 1945 en Hermannstädtl con el VIII Cuerpo Aéreo, y fue renombrado VIII Comando Aéreo Administrativo.

## Comandantes
- Mayor general Heinrich Dankelmann – (4 de febrero de 1938 – 1 de mayo de 1939).
- Teniente General Bernhard Waber – (1 de mayo de 1939 – 23 de octubre de 1941).
- General de Vuelo Walter Sommé – (23 de octubre de 1941 – 9 de agosto de 1944).
- General de Vuelo Veit Fischer – (9 de agosto de 1944 – 12 de abril de 1945).

### Jefes de Estado Mayor
- Coronel Frank – (4 de febrero de 1938 – 1 de octubre de 1939).
- Coronel Bruno Maass – (1 de octubre de 1939 – 13 de octubre de 1940).
- Teniente coronel Günther Sachs – (12 de octubre de 1940 – 16 de diciembre de 1940).
- Coronel Dipl.Ing. Richard Schimpf – (17 de febrero de 1941 – 1 de noviembre de 1941).
- Coronel Herbert Giese – (1 de noviembre de 1941 – 31 de octubre de 1942).
- Coronel Max Heyna – (1 de noviembre de 1942 – 10 de octubre de 1943).
- Coronel Günther Sachs – (11 de octubre de 1943 – 1 de abril de 1944).
- Coronel Friedrich Meissner – (1 de abril de 1944 – 30 de septiembre de 1944).
- Coronel Wilhelm Fuchs – (30 de septiembre de 1944 – 23 de diciembre de 1944).
- Coronel Kurt Rohde – (23 de diciembre de 1944 – 12 de abril de 1945).

## Territorio asegurado
- 4 de febrero de 1938 - el mismo VIII Distrito Militar (Provincia de Silesia, Sudetes orientales).
- 1 de abril de 1939 - renunció a Lusacia y Baja Silesia y el III Comando Administrativo Aéreo, y se hace cargo de parte de Protectorado de Bohemia y Moravia (áreas de Mährisch-Ostrau, Olmütz y Königgrätz).
- 30 de septiembre de 1939 - se hizo cargo de la mitad sur de la Gobernación General.
- 1 de febrero de 1943 - se hizo cargo de la mitad norte de la Gobernación General, cuando el II Comando Adminstrativo Aéreo fue disuelta (excepto Flughafenbereich Posen)
- febrero de 1944(?) - se hizo cargo de Baja Silesia desde el III Comando Administrativo Aéreo y el de Warthegau desde el I Comando Administrativo Aéreo.
- 8 de febrero de 1945 - se hizo cargo de la parte norte el XVII Comando Adminstrativo Aéreo (Protektorat) y el viejo territorio del XIII Comando Adminstrativo Aéreo.

## Bases
| 4 de febrero de 1938 – 1 de abril de 1943    | Breslavia |
| 1 de abril de 1943 – 21 de febrero de 1944   | Cracovia  |
| 21 de febrero de 1944 – 8 de febrero de 1945 | Breslavia |
| 8 de febrero de 1945 – 8 de mayo de 1945     | Praga     |

## Orden de Batalla

### Unidades subordinadas
- 9.º Regimiento del Comando Aéreo de Comunicaciones en Breslavia/Cracovia/Praga – (julio de 1938 – octubre de 1944).
- 8.º Batallón del Comando Aéreo de Comunicaciones en Praga - (octubre de 1944 – mayo de 1945)
- 8.º Batallón Sanitario del Comadno Aéreo en Breslavia/Cracovia - (julio de 1938 – 1944)
- Comando Zona Base Aérea Beneschau – (julio de 1939 – agosto de 1940)
- Comando Zona Base Aérea Breslavia-Schöngarten – (julio de 1939 – junio de 1941)
- Comando Zona Base Aérea Brieg – (julio de 1939 – junio de 1941)
- Comando Zona Base Aérea Brünn – (julio de 1939 – septiembre de 1939)
- Comando Zona Base Aérea Pilsen – (julio de 1939 – agosto de 1940)
- 1./VIII Comando Zona Base Aérea en Breslavia/Zamosc/Reichshof/Leópolis – (junio de 1941 – diciembre de 1944)
- 2./VIII Comando Zona Base Aérea en Brieg/Breslavia/Varsovia – (junio de 1941 – diciembre de 1944)
- 3./VIII Comando Zona Base Aérea en Reichshof – (junio de 1941 – septiembre de 1941)
- 4./VIII Comando Zona Base Aérea en Cosel – (febrero de 1943 – diciembre de 1944)
- 5./VIII Comando Zona Base Aérea en Posnania/Brünn – (junio de 1944 – diciembre de 1944 & febrero de 1945 – abril de 1945)
- 6./VIII Comando Zona Base Aérea en Breslavia/Hirschberg – (julio de 1944 – abril de 1945)
- 11.º División Antiaérea en Heydebreck – (agosto de 1944 – abril de 1945)
- 4.º Brigada Antiaérea en Pilsen – (febrero de 1945 – mayo de 1945)
- 15.º Brigada Antiaérea en Ehrenforst – (abril de 1944 – agosto de 1944)
- Grupo Antiaéreo Alta Silesia (107.º Regimiento Antiaéreo) en Cosel/OS – (agosto de 1943 – abril de 1944)
- Grupo de Proyectores Antiaéreos Oberschlesien (84.º Regimiento de Proyectores Antiaéreos) en Breslavia – (marzo de 1944 – abril de 1944)
- Grupo Antiaéreo Posen – (febrero de 1943 – abril de 1944)
- Grupo Antiaéreo Litzmannstadt – (febrero de 1943 – abril de 1944)
- Batallón de Campo Antiaéreo 50 – 62./VIII – (octubre de 1943 – abril de 1944)

## Subordinado
| 4 de febrero de 1938 – 1 de febrero de 1939 | 3.º Comando del Grupo de la Fuerza Aérea |
| 1 de febrero de 1939 – 1 de abril de 1939   | 1.ª Flota Aérea                          |
| 1 de abril de 1939 – 21 de marzo de 1941    | 4.º Flota Aérea                          |
| 21 de marzo de 1941 – 27 de enero de 1944   | Comandante de la Fuerza Aérea Centro     |
| 27 de enero de 1944 – 23 de enero de 1945   | Flota Aérea Reich                        |
| 23 de enero de 1945 – 8 de mayo de 1945     | 6.º Flota Aérea                          |